# Pas Bījār Gafsheh
Pas Bījār Gafsheh (persiska: پس بیجار گفشه) är en ort i Iran.   Den ligger i provinsen Gilan, i den norra delen av landet, 230 km nordväst om huvudstaden Teheran. Antalet invånare är 374.
Terrängen runt Pas Bījār Gafsheh är mycket platt. Runt Pas Bījār Gafsheh är det ganska tätbefolkat, med 155 invånare per kvadratkilometer. Närmaste större samhälle är Khoshk-e Bījār, 5,2 km nordväst om Pas Bījār Gafsheh. Trakten runt Pas Bījār Gafsheh består till största delen av jordbruksmark.